# José Joaquín Moraga
José Joaquín de la Santísima Trinidad Moraga (Tumacácori, 22 agosto 1745 – ...) fu uno dei primi esploratori dell'Alta California, ora nota semplicemente come California.

## Biografia
Nacque il 22 agosto 1745 presso la missione Los Santos Ángeles de Guevavi in Arizona, allora facente parte del Vicereame della Nuova Spagna. Viene assegnata a lui la paternità del Presidio di San Francisco, dopo che il luogo era stato scelto da Juan Bautista de Anza nel 1776. Moraga è anche noto per essere stato il fondatore di El Pueblo de San José de Guadalupe, in seguito conosciuta come San Jose (California).
Moraga fondò San José per ordine di Antonio María de Bucareli y Ursúa, viceré della Nuova Spagna. La città era dedicata a san Giuseppe e, fondata il 29 novembre 1777, fu la prima città della colonia spagnola di Nueva California che in seguito divenne la Alta California. La città era una comunità contadina che forniva supporto al Presidio di San Francisco ed al Presidio di Monterey.
La città di Moraga, California, prende il nome da Joaquin Moraga, nipote di José Joaquín Moraga.